# Saint-Escobille
Saint-Escobille – miejscowość i gmina we Francji, w regionie Île-de-France, w departamencie Essonne.
Według danych na rok 1990 gminę zamieszkiwało 429 osób, a gęstość zaludnienia wynosiła 36 osób/km² (wśród 1287 gmin regionu Île-de-France Saint-Escobille plasuje się na 847. miejscu pod względem liczby ludności, natomiast pod względem powierzchni na miejscu 283.).